# Erik Hornung
Erik Hornung (Riga, Lettország, 1933. január 28. – 2022. július 11.) német egyiptológus, író és egyetemi professzor.

## Élete
1933. január 28-án született a lettországi Rigában. 1956-ban doktorált a Tübingeni Egyetemen. 1967-től 1998-ig  a Bázeli Egyetem egyiptológia professzora volt. Fő kutatási területe a temetkezési irodalom, különösen a Királyok Völgye volt. Élete során számos művet írt, melyek eredetileg németül jelentek meg, de később többet közülük angolra is lefordítottak.
Egyik könyvét az ókori egyiptomi vallásról, Az egy és a sok címmel 2009-ben magyarul is kiadták.

## Művei

### Magyarul
- Az egy és a sok. Az óegyiptomi istenvilág; ford. Bechtold Eszter; Typotex, Bp., 2009